# 刘凌
刘凌（1922年—1998年），男，山东蓬莱人，中华人民共和国军事人物，曾任兰州军区副政治委员，第五届全国人大代表。